# 機動戦士ガンダム エクストリームバーサス
『機動戦士ガンダム エクストリームバーサス』（きどうせんしガンダム エクストリームバーサス、MOBILE SUIT GUNDAM EXTREME VERSUS）は、バンダイナムコゲームスから発売・稼働されたチームバトルアクション。『機動戦士ガンダム vs.シリーズ』の9作目、シリーズ10周年記念作品にあたる。

## 概要
前シリーズ『機動戦士ガンダム ガンダムVS.ガンダム』及び続編の『ガンダムVS.ガンダムNEXT』（以下、『GvsG』と略記）に引き続いてのガンダムシリーズの主要モビルスーツによる、シリーズによって異なる世界観を超越・集結したオールスター（クロスオーバー）的作品。『エクストリーム』とは「過激な、極端な」という意味。
本作のテーマは「極限進化」PlayStation 3互換基板のSYSTEM357を使用したゲームは本作で4作目となる。
2011年12月1日に新機体やトライアルミッションなどの新要素を追加したPlayStation 3版が発売された。
2012年12月13日にPlayStation 3版の廉価版となる『機動戦士ガンダム EXTREME VS. PlayStation 3 the Best』が発売された。

### 開発年表
| 開発年表   | 主な事象 |
| ---------- | --- |
| 2010.2     | ティザーサイトオープン。 AOUショーで新シリーズタイトルを発表することを発表。 |
|            | AOUショー開催。タイトル・使用基板及び2010年秋の稼働開始予定発表。 ロケーションテストを夏に実施すると告知。                                                                                              |
| 2010.4     | バンダイナムコゲームスのアーケードゲーム向け商談会に出展。 稼働形態と価格、詳細な稼働時期が発表。 |
|            | 雑誌『月刊ガンダムエース』6月号にて情報公開開始。 第一期ロケテストの実施告知掲載。 |
| 2010.5     | 第一期ロケテスト実施。 |
| 2010.7     | 公式サイトオープン。及びTwitterの公式アカウント開設。 |
|            | 第二期ロケテスト実施。 |
| 2010.8     | 第三期ロケテスト実施。 |
|            | キャラホビ2010 C3×HOBBYに出展。 ボス機体「エクストリームガンダム」と大まかな稼働予定日発表。 |
| 2010.9     | アミューズメントマシンショーに出展。 |
|            | 米国のバンドグループ「リンキン・パーク」とのタイアップ、ニュータイプキャンペーンセット導入店での稼働日発表。                                                                                            |
|            | 「ニュータイプキャンペーンセット」導入および一部のバンダイナムコ直営ロケーションで先行稼働開始。 携帯サイトコンテンツ『VS.モバイル』スタート。                                                          |
| 2010.10    | DXセット稼働による本格稼働開始。 |
|            | 第1回オンラインアップデート実施。 |
| 2010.12    | SDセット稼働開始。『VS.モバイル』のコンテンツ「ガンダムVS.ファイト」実装。 |
|            | 公式全国大会『PREMIUM DOGFIGHT 2011』開催発表。 |
| 2011.2     | 『PREMIUM DOGFIGHT 2011』店舗予選スタート。 |
| 2011.3     | 東日本大震災の影響などにより『PREMIUM DOGFIGHT 2011』を予選途中で打ち切り開催中止。 3月実施予定のアップデートを延期。                                                                                   |
| 2011.7     | 公式全国大会『PREMIUM DOGFIGHT 2012』開催発表 「ガンダムvs.シリーズ10周年」記念として『キャラホビ2011 C3×HOBBY』と『東京ゲームショウ』への出展を発表。                                                  |
| 2011.8     | PlayStation 3にて家庭用が発売されることが発表された。 |
| 2011.11    | 『月刊ガンダムエース』2012年1月号にて続編『機動戦士ガンダム エクストリームバーサス フルブースト』が稼働されることが発表された。2012年稼働予定。                                                         |
| 2011.12    | 本作で最後のオンラインアップデートが実施された。 |
| 2012.2     | 公式全国大会『PREMIUM DOGFIGHT 2012』決勝大会開催。 |
| 2012.4.5   | 『機動戦士ガンダム エクストリームバーサス フルブースト』の稼動開始により、大半の店舗で稼動終了。 |
| 2015.12.24 | ネットワーク接続サービスがアーケード版『機動戦士ガンダム エクストリームバーサス フルブースト』とともに2016年3月28日をもって終了することが発表された。ネットワーク接続サービス終了に伴い稼働終了となる。 |

## 新要素
今作は『機動戦士ガンダム vs.シリーズ』では初となる要素を複数搭載している。

### ICカード
戦績データ・CPU戦のステージごとのハイスコアの保存や後述のライブモニターでの試合リプレイの検索などができる。また、カード1枚で全機体を使用（大半の対戦格闘ゲームにおけるICカードとは違い使用機体の固定はない）でき、戦闘して得られる「ガンダムポイント（GP）」を下記の携帯サイトで消費・購入（もしくはレンタル）することが出来る。ICカードは度数消費型で、対戦1回 or CPU戦1回終了ごとに度数が消費されていくシステムとなっている。ICカードの使用度数は500。

#### 携帯サイト『ガンダムVS.モバイル』
いわゆる公式サイト。iモード、EZweb、Yahoo!ケータイに対応している。ICカード記載のコードを入力することで登録でき、以下のことができる。登録すると1か月につき315円（税込）の情報料が必要。なお、キャリアや機種に関わらず、スマートフォンとEMnetには現時点では対応していない。

##### ゲージデザインの変更
戦闘中に表示される戦力ゲージやブースト・エクストリームバーストゲージなどのゲージ類のデザインを100種類以上から選ぶことが可能。なおデザインの変更は一括のみ。

##### プレイヤーナビ
| 原作 | キャラクター               | 原作         | キャラクター           |
| ---- | -------------------------- | ------------ | ---------------------- |
| 1st  | フラウ・ボゥ               | G            | レイン・ミカムラ       |
| 08   | アイナ・サハリン           | ∀            | ソシエ・ハイム         |
| 0083 | サウス・バニング           | SEED         | ミリアリア・ハウ       |
| 1st  | ハロ                       | DESTINY      | ミーア・キャンベル     |
| UC   | オードリー・バーン         | 00           | スメラギ・李・ノリエガ |
| UC   | ミコット・バーチ           | 00           | フェルト・グレイス     |
| V    | カテジナ・ルース           | X            | ティファ・アディール   |
| 00   | ネーナ・トリニティ         | 0083         | シーマ・ガラハウ       |
| G    | ストーカー                 | DESTINY      | メイリン・ホーク       |
| UC   | スベロア・ジンネマン       | ΖΖ           | エルピー・プル         |
| 0080 | アルフレッド・イズルハ     | W EW         | リリーナ・ドーリアン   |
| F91  | セシリー・フェアチャイルド | 1st          | ギレン・ザビ           |
| SEED | ラクス・クライン           | Ζ            | ファ・ユイリィ         |
| XB   | ベルナデット・ブリエット   | CCA          | クェス・パラヤ         |
| 1st  | ララァ・スン               | ガンダム外伝 | モーリン・キタムラ     |
| 00   | ソーマ・ピーリス           | ΖΖ           | ハマーン・カーン       |
| 00   | ミレイナ・ヴァスティ       | DESTINY      | ルナマリア・ホーク     |

作品ごとの有名・人気のあるキャラクターを「プレイヤーナビ」として採用でき、戦闘後やブランチバトルコースのステージ選択時に戦評などをしゃべる。プレイヤーナビはレンタル形式となっており、レンタルできる期間は7日間と14日間の2種類設定されている（費用については7日間で2回レンタルするより14日間で1回レンタルする方が安くなっている）。採用できるプレイヤーナビは「30人以上」用意されているとしている。

##### 称号デザインの編集
プレイ中に手に入れた称号、プレート、文字デコレーション、プレートデコレーションの4種類の素材を組み合わせることで、1000万通り以上のカスタム称号を作り出すことができる。また特定の条件を満たすことで「レア称号」と呼ばれる特別な称号も購入できる。

##### 対戦楽曲の任意選択
特定の楽曲が収録された「プレイリスト」を購入し、リストの中から任意に流したい曲を選んで戦闘中に流すことができる。

##### その他
- タッグ編集、タッグエフェクト - 特定プレイヤーと協力して対戦するときにチーム名が表示される。また、タッグエフェクトを購入することで戦闘開始前に演出を入れられるようになる。
- GPチャレンジ - GPを使用し『ガンダムVS.モバイル』で「一定の条件を満たすとボーナスGPが獲得できる」ミッションが受注できる。ミッションにはクリアまでの日数制限があり、受注は最大3つまで同時に受けられる。
- VSファイト - いわゆるWebゲーム。『ガンダムVS.モバイル』 入会時や情報料を払って入手できる「コイン」を使用。ガンダムシリーズのMSのパイロットとして、数々の修行を積み、『ガンダムVS.ファイト』の頂点を目指す。全国の強豪プレイヤーと戦い、総合ランキングNo.1を目指す対戦型のWEBゲーム。このゲーム内で稼いだゲーム内通貨「mp」を「GP」に変換出来る（但し、GPに変換出来るのはmp所持数が10000mp以上に限る）。また、プレイヤーの気力や機体の体力を回復するアイテムを、前述の「コイン」で購入できる。ミッションではクリアした時に一定の確率でMSを設計できる設計図を入手できる。

なお前述の通り、ゲージデザインの変更、プレイヤーナビのレンタル、称号の購入、楽曲リストの購入にはGPが必要。

### ライブモニター
特定プレイヤーの主観視点や4画面同時表示などの視点変更もできる他、店内や全国で行われる対戦リプレイの配信、機体の使用率や連勝記録などのランキングも表示できる。また導入ロケーションで大会を実施する際の運営支援モードも搭載している。全国の対戦リプレイ機能と大会運営支援モードはRev.B11で実装。なおSDセットにはライブモニターは付いてこない。

### ネットワーク機能によるアップデート
セガの「ALL.Net」のネットワークを使用することで、定期的に追加機体・パイロット・プレイヤーナビ・ステージの実装や対戦リプレイの配信などの配信、ゲームバランスの修正を実施している。このためか本作はALL.Netに接続しないとプレイ自体ができない。なお、現時点では全国の筐体同士によるネットワーク対戦は実装されていない。

## ゲームシステム
概要の項目に書かれているとおり、基本的なシステム（2on2のチームバトル、8方向レバー+4ボタンの操作体系）は今までのガンダムvs. シリーズを継承している。前作『NEXT』で消えたゲージ制の特殊システムが今作で復活している（後述）。総コストは6000と明言されており、機体のコストは1000・2000・2500・3000の4段階に分けられており、『GvsG』シリーズで導入されたコストオーバーシステムやチームシャッフルは今作でも導入されている。

### エクストリームアクション
攻撃モーションをキャンセルするシステムの総称。格闘攻撃のモーションをステップ（同一方向へのレバー2回入力）で、射撃行動もブーストダッシュでいずれもキャンセルすることで、ブーストゲージを消費して次の行動に移れるシステム。『NEXT』のNEXTダッシュ、『連合vs.Z.A.F.T.II』のSPEED覚醒での攻撃キャンセルを発展させたもの。

### エクストリームバースト
『連合vs.Z.A.F.T.II』までにおける覚醒システムの発展版。攻撃を受けたり撃墜されるなどの条件で増加するゲージをため、ゲージが半分以上たまった状態で射撃 + 格闘 + ブーストの3ボタン同時で発動する。一定時間機体性能が強化され弾数やブーストゲージが回復し、ゲージ満タン時に発動するものは被攻撃時に強制的に攻撃の硬直をキャンセルできるなどの特徴は『連合vs.Z.A.F.T.』シリーズの覚醒と変わりないが、今回は機体によっては発動中に再び射撃 + 格闘 + ブーストの3ボタン同時押しをする事で特別な攻撃ができる機体や、発動中は一部の武装が強化されたりする機体もある。

### CPU戦
今回のCPU戦は3種類のコース（サバイバルバトルコースは未実装）から1つを選択してプレイする。
トライアルバトルコース
難易度の低い全5ステージ、一本道構成のコース。慣れない機体や追加された機体の操作の練習に向いている。最終ステージはウイングガンダムゼロ（EW版）戦。
ブランチバトルコース
現時点のCPU戦のメインモード。全8ステージ構成。開始時に難易度の異なるA - Dの4つ、ステージクリア後にA - Eの5つのステージ候補から1つを選びプレイする。ステージ3、7はターゲット戦、ステージ6は中ボス戦、最終ステージ（ステージ8）はエクストリームガンダム戦。
Rev.B11から「EXシーン」と呼ばれる、特定の条件を満たすと出現する難易度の高いシステージが登場するようになった。
Rev.NからはDルートのステージをクリア後に新たにEルートを選択できるようになった。ただしE-1は存在しない。
PS3版には新たにE-1とFルートが追加されたが、アーケード版で追加されなかった。
シチュエーションバトルコース
Rev.Fにて実装されたモード。全8ステージ構成で、プレイヤーの使用機体、僚機、敵機がステージ毎に固定されている。
サバイバルバトルコース
「キャラホビ2010」で存在は明らかにされていたが、本作では実装されなかった。
トライアルミッション
PS3版のみのモード。前作『NEXT PLUS』の「NEXT PLUSモード」同様、1人プレイで様々なミッションを挑戦するモード。

### その他
- 『GvsG』シリーズのシステムの一つだった「モビルアシスト」はシステムとしては削除された。ただし一部の機体はボタン同時押しの攻撃でモビルアシストのように支援機体を呼び出すことができる。今作は支援機体の使用回数がリロードされる機体や、耐久値が減ると自動的に出現するタイプも存在する。
- これまでのガンダムvs.シリーズとは違い、シールドを持たない機体でもガードが出来るようになっている（ただし、ヒルドルブのタンク形態は唯一ガード不可）。
- ブーストゲージを使い切ると「オーバーヒート」となり、着地時の硬直が増大するようになった。
- アーケード版シリーズでは初めて、機体のランダム選択が出来るようになった。

## 登場する機動兵器
下記のリストのうち、機体名の左に「●」印が付いているのは業者向け案内資料に掲載されていたが、第一期ロケテストの時点では機体選択画面にはなかった機体。「▲」印が付いているのは第一期ロケテスト時点では「機体選択画面でカーソルは合わせられたが、機体はシルエットになって選択できなかった」機体、「○」は第二期ロケテストにて実施されたアップデートのテストの際に追加された機体、「★」は本稼動後の追加アップデートに追加された機体、「■」はPS3版で追加された機体、「◆」はPS3版のダウンロードコンテンツで配信された機体。（）内の機体は支援機体として登場する機体。
また、『GvsG』シリーズのモビルアシストからプレイヤー機になった機体（ベルガ・ギロス、ドラゴンガンダム、ガナーザクウォーリアなど）や、逆にプレイヤー機から支援機体になった機体（ガンタンク（ガンダムの支援機体）、カプル（∀ガンダムの支援機体）、ビキナ・ギナ（F91の支援機体）など）が存在する。
PS3版のトライアルミッションでは、アーケード版やアーケードモードでは未登場、または支援機体として登場した機体が敵機や僚機として出現するが、プレイヤーは使用できない。

### プレイヤー機体
機動戦士ガンダム
- ガンダム（ガンタンク）/ アムロ・レイ
- シャア専用ゲルググ（エルメス）/ シャア・アズナブル
- ★アッガイ[24]（アッガイ・アッグ・ジュアッグ・アッグガイ）/ アカハナ
- ◆ジオング/ シャア・アズナブル

MS IGLOO 一年戦争秘録（vs.シリーズ初登場）
- ヅダ（ヅダ）/ ジャン・リュック・デュバル
- ▲ヒルドルブ/ デメジエール・ソンネン

機動戦士ガンダム 第08MS小隊
- ガンダムEz8（陸戦型ガンダム・陸戦型ガンダム（ジム頭））/ シロー・アマダ
- ▲グフカスタム/ ノリス・パッカード

機動戦士ガンダム外伝 THE BLUE DESTINY（vs.シリーズ初登場）
- ◆ブルーディスティニー1号機（ジム）/ ユウ・カジマ

機動戦士ガンダム0080 ポケットの中の戦争
- アレックス（ジム・スナイパーII）/ クリスチーナ・マッケンジー
- ザクII改（ハイゴッグ2体）/ バーナード・ワイズマン

機動戦士ガンダム0083 STARDUST MEMORY
- ガンダム試作1号機フルバーニアン（ジム・キャノンII）/ コウ・ウラキ
- ガンダム試作2号機（ドム・トローペン・ザメル）/ アナベル・ガトー
- ◆ガンダム試作3号機/ コウ・ウラキ

機動戦士Ζガンダム
- Ζガンダム/ カミーユ・ビダン
- 百式/ クワトロ・バジーナ（シャア・アズナブル）
- ★メッサーラ[25]（ガブスレイ2体）/ パプテマス・シロッコ
- ◆ジ・O（パラス・アテネ、ボリノーク・サマーン）/ パプテマス・シロッコ

機動戦士ガンダムΖΖ
- フルアーマーΖΖガンダム[注 16]/ ジュドー・アーシタ
- キュベレイ[注 17]（R・ジャジャ、ハンマ・ハンマ）/ ハマーン・カーン
- ★キュベレイMk-II（プルツー機）[26]/ プルツー
- ◆ザクIII改（リゲルグ）/ マシュマー・セロ

機動戦士ガンダム 逆襲のシャア
- νガンダム/ アムロ・レイ
- サザビー（ヤクト・ドーガ（ギュネイ機）、ヤクト・ドーガ（クェス機））/ シャア・アズナブル

機動戦士ガンダム 逆襲のシャア ベルトーチカ・チルドレン（vs.シリーズ初登場）
- ◆★Hi-νガンダム[注 18][27]/ アムロ・レイ

機動戦士ガンダムUC
- ▲ユニコーンガンダム（ジェガンD型2体）/ バナージ・リンクス
- ▲クシャトリヤ/ マリーダ・クルス
- ★シナンジュ[28]（ギラ・ズール（アンジェロ・ザウパー機））/ フル・フロンタル
- ★デルタプラス[29]（ユニコーンガンダム・リゼル）/ リディ・マーセナス

機動戦士ガンダム 閃光のハサウェイ (vs.シリーズ初登場)
- ◆Ξガンダム[注 19]/ マフティー・ナビーユ・エリン

機動戦士ガンダムF91
- ガンダムF91（ビギナ・ギナ）/ シーブック・アノー
- ベルガ・ギロス[注 20]（デナン・ゾン2体・バグ）/ ザビーネ・シャル

機動戦士クロスボーン・ガンダム（vs.シリーズ初登場）
- クロスボーン・ガンダムX1改（ペズ・バタラ）/ キンケドゥ・ナウ
- ★クロスボーン・ガンダムX2改[30]/ ザビーネ・シャル

機動戦士クロスボーン・ガンダム 鋼鉄の7人（vs.シリーズ初登場）
- ★クロスボーン・ガンダムX1フルクロス （ビギナ・ギナII（木星決戦仕様））/ トビア・アロナクス

機動戦士Vガンダム
- V2ガンダム[注 22]/ ウッソ・エヴィン
- ●ガンイージ[注 23]（ガンイージ3体）/ ジュンコ・ジェンコ
- ◆ゴトラタン（リグ・コンティオ）/ カテジナ・ルース

機動武闘伝Gガンダム
- ゴッドガンダム/ ドモン・カッシュ
- ●ドラゴンガンダム[注 24]/ サイ・サイシー
- ★マスターガンダム[31]/ 東方不敗マスター・アジア

新機動戦記ガンダムW Endless Waltz
- ウイングガンダムゼロ（EW版）[注 25]/ ヒイロ・ユイ
- ▲ガンダムヘビーアームズ改（EW版）（ガンダムサンドロック改（EW版））/ トロワ・バートン
- ★トールギスIII[26]（トーラス）/ ゼクス・マーキス
- ★ガンダムデスサイズヘル（EW版）[30]（ガンダムナタク）/ デュオ・マックスウェル

機動新世紀ガンダムX
- ガンダムダブルエックス（GX-Bit・Gファルコン）/ ガロード・ラン&ティファ・アディール
- ▲ガンダムヴァサーゴ・チェストブレイク（ガンダムアシュタロン・ハーミットクラブ）/ シャギア・フロスト

∀ガンダム
- ▲∀ガンダム（カプル）/ ロラン・セアック
- ▲ターンX/ ギム・ギンガナム
- ★ゴールドスモー[32]（シルバースモー）/ ハリー・オード

機動戦士ガンダムSEED
- ▲ストライクガンダム[注 26]/ キラ・ヤマト
- ラゴゥ（バクゥ3体）/ アンドリュー・バルトフェルド&アイシャ
- フォビドゥンガンダム[注 27]（レイダーガンダム・カラミティガンダム）/ シャニ・アンドラス
- ★プロヴィデンスガンダム[24]/ ラウ・ル・クルーゼ
- ◆フリーダムガンダム（ジャスティスガンダム）/ キラ・ヤマト

機動戦士ガンダムSEED ASTRAY（vs.シリーズ初登場）
- ▲ガンダムアストレイレッドフレーム[注 28]/ ロウ・ギュール
- ■ガンダムアストレイブルーフレームセカンドL/ 叢雲劾
- ◆ガンダムアストレイゴールドフレーム天/ ロンド・ギナ・サハク

機動戦士ガンダムSEED DESTINY
- ストライクフリーダムガンダム[注 29]（ミーティア）/ キラ・ヤマト
- インフィニットジャスティスガンダム/ アスラン・ザラ
- ●ガナーザクウォーリア（ルナマリア・ホーク機）[注 30]（ブレイズザクファントム（レイ・ザ・バレル機）・インパルスガンダム）/ ルナマリア・ホーク
- ○デスティニーガンダム[33]/ シン・アスカ

機動戦士ガンダムSEED C.E.73 STARGAZER
- ◆ストライクノワール[注 19]（ヴェルデバスター）/ スウェン・カル・バヤン

機動戦士ガンダム00（ファーストシーズン）
- ★ガンダムエクシア[注 31][34]（GNアームズTYPE-E）/ 刹那・F・セイエイ
- ■ガンダムデュナメス/ ロックオン・ストラトス（ニール・ディランディ）

機動戦士ガンダム00（セカンドシーズン）
- ダブルオーガンダム[注 32]（アリオスガンダム）/ 刹那・F・セイエイ
- ケルディムガンダム[注 33]（ セラヴィーガンダム）/ ロックオン・ストラトス（ライル・ディランディ）
- ▲スサノオ/ ミスター・ブシドー（グラハム・エーカー）
- ◆アルケーガンダム/ アリー・アル・サーシェス
- ◆アリオスガンダム（GNアーチャー）/ アレルヤ・ハプティズム

劇場版 機動戦士ガンダム00 -A wakening of the Trailblazer-（vs.シリーズ初登場）
- ★ダブルオークアンタ[注 34][35]（ガンダムサバーニャ・ガンダムハルート）/ 刹那・F・セイエイ
- ★ラファエルガンダム（セラヴィーガンダムII）/ ティエリア・アーデ

### コストごとの機体一覧
| 原作           | コスト1000                | コスト2000 | コスト2500                                            | コスト3000                                        |
| -------------- | ------------------------- | --- | ----------------------------------------------------- | ------------------------------------------------- |
| 『1st』        | アッガイ                  | ガンダム シャア専用ゲルググ ジオング                                                                            |                                                       |                                                   |
| 『IGLOO』      | ヅダ ヒルドルブ           | |                                                       |                                                   |
| 『08MS』       | ガンダムEz8 グフカスタム  | |                                                       |                                                   |
| 『BD』         |                           | ブルーディスティニー1号機                                                                                       |                                                       |                                                   |
| 『0080』       | アレックス ザク改         | |                                                       |                                                   |
| 『0083』       |                           | ガンダム試作1号機フルバーニアン ガンダム試作2号機                                                               | ガンダム試作3号機                                     |                                                   |
| 『Ζ』          |                           | 百式 メッサーラ                                                                                                 | Ζガンダム ジ・O                                       |                                                   |
| 『ΖΖ』         | キュベレイMk-II ザクIII改 | | フルアーマーΖΖガンダム キュベレイ                     |                                                   |
| 『CCA』        |                           | | サザビー                                              | νガンダム                                         |
| 『CCA BC』     |                           | |                                                       | Hi-νガンダム                                      |
| 『UC』         |                           | デルタプラス | クシャトリヤ シナンジュ                               | ユニコーンガンダム                                |
| 『ハサウェイ』 |                           | |                                                       | Ξガンダム                                         |
| 『F91』        | ベルガ・ギロス            | F91 |                                                       |                                                   |
| 『XB』         |                           | | クロスボーン・ガンダムX1改 クロスボーン・ガンダムX2改 | クロスボーン・ガンダムX1フルクロス                |
| 『V』          | ガンイージ                | | ゴトラタン                                            | V2ガンダム                                        |
| 『G』          |                           | ドラゴンガンダム                                                                                                | ゴッドガンダム                                        | マスターガンダム                                  |
| 『W EW』       |                           | ガンダムヘビーアームズ改（EW版）                                                                                | トールギスIII ガンダムデスサイズヘル（EW版）          | ウイングガンダムゼロ（EW版）                      |
| 『X』          |                           | ガンダムヴァサーゴ・チェストブレイク                                                                            |                                                       | ガンダムダブルエックス                            |
| 『∀』          |                           | ゴールドスモー                                                                                                  |                                                       | ∀ガンダム ターンX                                 |
| 『SEED』       | ラゴゥ                    | ストライクガンダム フォビドゥンガンダム プロヴィデンスガンダム                                                  | フリーダムガンダム                                    |                                                   |
| 『ASTRAY』     |                           | ガンダムアストレイレッドフレーム ガンダムアストレイブルーフレームセカンドL ガンダムアストレイゴールドフレーム天 |                                                       |                                                   |
| 『DESTINY』    |                           | ガナーザクウォーリア                                                                                            | インフィニットジャスティスガンダム                    | ストライクフリーダムガンダム デスティニーガンダム |
| 『STARGAZER』  |                           | | ストライクノワール                                    |                                                   |
| 『00』         | アリオスガンダム          | スサノオ ガンダムエクシア ガンダムデュナメス                                                                    | ケルディムガンダム アルケーガンダム                   | ダブルオーガンダム                                |
| 『劇場版00』   |                           | | ラファエルガンダム                                    | ダブルオークアンタ                                |

### ボス
全機に共通することに、体力が一定以下になると常にエクストリームバースト状態になる。
『機動戦士ガンダム00』より
レグナント/ ルイス・ハレヴィ
現時点ではブランチバトルコースの全コースのステージ6にのみ出現。『GvsGNEXT』の中ボス機体同様、格闘攻撃でのけ反らず、通常の機体よりも多めにダメージを与えないと強制ダウン状態にならない特徴を持つ。
攻撃方法は原作同様に軌道変更できる大型ビーム砲やGNマイクロミサイル、格闘攻撃としてエグナーウィップなど。原作劇中では描写されなかったGNファングによる一斉射撃も用意されている。体力が一定以下になるとGNフィールドを発生させる。
ちなみにPS3版で追加されたFルートには登場しない。

#### PS3版に追加されたボス
追加されたボスの大半はトライアルミッションのみの登場。
『機動戦士ガンダム』より
ザクレロ/ デミトリー
ボスの中ではやや小型で、積極的に格闘に持ち込んでくる。
主な武器は両手の鎌と口からのメガ粒子砲。
ジオング（完成機）/ シャア・アズナブル
2012年1月26日以降のオンライン接続による自動アップデートで追加された中ボス。巨体の割りに俊敏な動きをし、プレイヤーを苦しめる。

『機動戦士ガンダム 第08MS小隊』より
アプサラスII/ アイナ・サハリン
『GvsGNEXT PLUS』ではIIIが登場していたが、本作ではIIが参戦。Fルートのステージ6EXに登場。メガ粒子砲の攻撃バリエーションが多彩。

『MS IGLOO 黙示録0079』より
ビグ・ラング/ オリヴァー・マイ
他のボスとは異なり、戦艦ユニット同様に戦闘エリア外を移動しながら攻撃し、エクストリームバーストは発動しない。

『機動戦士Ζガンダム』より
サイコガンダムMk-II/ ロザミア・バダム
後述のプルツー搭乗機と攻撃パターンが異なり、格闘攻撃を多用する。
ロザミア搭乗機はFルートのステージ6に登場する。
ちなみにΖガンダムでロザミアがいるステージやミッションに行くと、口調がロザミィに変化する。

『機動戦士ガンダムΖΖ』より
サイコガンダムMk-II/ プルツー
ロザミア搭乗機と攻撃パターンが異なり、こちらはビーム攻撃を多用する。MA形態にも変形する。
クィン・マンサ/ プルツー
『GvsGNEXT PLUS』より引き続き参戦。Fルートのステージ7EXに登場。
前作よりも攻撃の激しさが増している。

『機動戦士ガンダムF91』より
ラフレシア/  カロッゾ・ロナ
『GvsGNEXT PLUS』より引き続き参戦。強誘導のビーム弾幕とテンタクラーロッドでプレイヤーを苦しめる。

『機動戦士クロスボーン・ガンダム』より
ディビニダド/ クラックス・ドゥガチ
超大型メガ粒子砲や核弾頭ミサイル、フェザーファンネルを使ってプレイヤーを苦しめる。
レグナント同様、体力が一定以下になるとフェザーファンネルを纏う。
ミッションによっては、3機出現する場合もある。

『機動戦士ガンダムSEED DESTINY』より
デストロイガンダム/ ステラ・ルーシェ
ボスとしての参戦は『連合vsZAFTII』以来。
スーパースキュラ、スプリットビーム砲を放ってプレイヤーを苦しめる。変形中では射撃攻撃を完全無効化し、格闘しか通用しない。
また、この機体を護衛するミッションが存在する。

『機動戦士ガンダム00』より
GNアーマーTYPE-D/ ロックオン・ストラトス（ニール・ディランディ）
GNキャノン、GNミサイルといった圧倒的な火力でプレイヤーを苦しめる。レグナント同様、体力が一定以下になるとGNフィールドを展開。
ミッションによっては、『GvsGNEXT』のボス仕様ストライクフリーダムのようにデュナメスの状態から体力が一定以下になるとGNアームズを装着する。

### 本作オリジナル機体

#### エクストリームガンダム
ブランチバトルコースのステージ8（最終ステージ）に登場。人工知能が進化した意識体・ex-（イクス）が宿る、その名が示す通り“極限のガンダム”。対峙する相手に“極限の絶望”を与えるために創られた。ex-（イクス）曰く「進化の極限に創造されし、絶望の象徴」。その姿は機体各部に常時青く光り輝く発光パーツを備え、歴代ガンダムシリーズの主役機体のデザインを融合させたようなシンプルな形状だが、いざ戦闘開始となると、それぞれの戦局に極度に進化した各種巨大補助兵装のいずれかを装着して迎え撃つ。デザインは大河原邦男。本作品と連動する物語を描く、「ガンダムvs.シリーズ」10周年記念漫画『ガンダムEXA』にも登場する。
『ガンダムEXA』でのエクストリームガンダムは、搭乗者でもあるイクスが、完全で理想的な世界を調停すべく設計した。機体の開発者はイクスだけでなくセシアも関わっており、開発には他のGダイバーが持ち帰ったGAデータが反映されている。作中では、データ不足ゆえの未完成の状態で初陣を迎えるも、その戦闘能力は、追加戦闘補助能力がない状態でもシェンロンガンダム、ガンダムサンドロック、ガンダムヘビーアームズを単独で撃破するほどに高い。
頭部は前後にガンダムフェイスがあり、前後の顔に2パターンの合計4つの顔が存在し、各種巨大補助兵装の装着の際、それぞれに適合した顔に変形する。
2011年2月に各種巨大補助兵装の無い本体のみがガンプラとして、2014年7月にROBOT魂にて商品化され、機体各所にある常時青く輝く発光パーツがクリアパーツで再現されている。商品化に伴い、兄弟機であるエクストリームガンダム（type-レオス）との混同を避けるため、「エクストリームガンダム（type-イクス）」の名称で呼称されることもある。
機体解説
木星の衛星に遺されていた「地球再現用データベース」内で開発された機体で、本機は力の象徴とも言える「ガンダム」を模倣して設計された。そして人工知能が進化した意識体であるex-（イクス）が創りだそうとしている「完全で理想的な宇宙」における秩序の調停者となるべくして建造された。
基本装備はエレキギター型のビームライフルとギターケース型のシールド、2本のビームサーベル。シールド内にはビームライフルを収納できる。
特殊補助兵装
カルネージ・フェイズ
稼働当初から登場している、射撃進化型補助兵装。“カルネージ”とはイタリア語で「大虐殺」の意。
機体色は藍色を基調とし、頭部は素体運用時の状態で装着する。
射撃攻撃は背部の規格外拠点攻撃兵装「カルネージ・ストライカー」から光弾や巨大照射ビームを放ったり、両手を構えて重力弾を飛ばすものなど、その名の通り敵味方お構いなしに、逃げ場のない広範囲空間飽和攻撃を行う。格闘攻撃は殴りかかる、掴んで叩きつけるといった力任せの原始的な行動が多い。
タキオン・フェイズ
Rev.Eにて追加された、格闘進化型補助兵装。“タキオン”とはギリシャ語で「超光速」の意。
機体色は赤を基調とし、頭部はフェイスカバーと側頭部を展開し、黄色のV字アンテナを上に刷り上げる。
背中に大型ビームソード「タキオンスライサー」を装備しており、ビームソードを振り下ろし斬撃波を飛ばしたり、ビームソードを地面に突き刺しそこを爆心地とした衝撃波を発生させる。また鈍重そうな外観とは裏腹に、恐るべき機動力を誇り、その名の通り超光速のスピードを駆使し、相手との間合いを一瞬で詰める。
イグニス・フェイズ
Rev.Jにて追加された、遠隔操作兵器によるオールレンジ攻撃進化型補助兵装。“イグニス”とはラテン語で「篝火」の意。
機体色は白を基調とし、フォルムはキュベレイを思わせる流線型。頭部は180度回転して後頭部のフェイスのV字アンテナを展開する。
羽の形状をした遠隔操作兵器（ファンネル）を操り、オールレンジ攻撃を行う。また、相手を一定時間、凍らせる事が出来る。格闘攻撃は腕にファンネルを装着し氷の刃を形成して突き刺すと同時に、氷柱が立つ。これを喰らうと機体が凍ってしまう。さらに、ファンネルをスノーボードの要領で乗りこなし滑走・突進してくる。
イグニスの名の通り、篝火の如く激しい攻撃を仕掛けてくるが、氷や冷気を操り、名前とは正反対の性質を持っている。
ミスティック・フェイズ
続編『機動戦士ガンダム エクストリームバーサス フルブースト』に、2012年12月18日のアップデートにて追加された極限神話型補助兵装。“ミスティック”とはギリシャ語で「神秘」の意。
ミスティック・フェイズは、『ガンダムEXA』の主人公レオス・アロイに度重なる極限進化の可能性を見せつけられたex-（イクス）が、「絶対に、何があっても」真似されることのない、到達できない、“極限中の極限のガンダム”として創生させた、ex-（イクス）の最終到達点とでも言うべき姿。他の形態と違い、エクストリームバーストを発動する。
機体色は白銀を基調としつつ、所々に金の装飾と、淡い緑に発光するパーツが配されている。その姿は神話上の半人半獣の生物「ケンタウロス」を彷彿させるフォルムとなっており、頭部は180度回転して後頭部のフェイスのV字アンテナを展開しない状態のまま、イグニス・フェイズ時のフェイスカバーをアンテナにするようにアンテナごと上部へ回転させる。
その人馬型の脚力による圧倒的な機動力と、巨大な弓から放たれる複数の光の矢による広範囲に向けた射撃攻撃、急速突進し敵機にランスを突き刺す近接攻撃、背中の翼を広げ放たれる複数の「イクス・ファンネル」によるオールレンジ攻撃、更には文明社会そのものを葬り得るほどの力を持つ「月光蝶」を、更に進化させた「絶望蝶」を発動して全てを葬り去ろうとするなど、全距離全方位全戦局を支配する、エクストリームガンダムの集大成と言える機動神話形態。
『ガンダムEXA』にて、この形態はモビルホース「ミストペガサス」が変形して、エクストリームガンダムと合体した姿である事が判明した。
ex-（イクス）声：GACKT
エクストリームガンダムに宿る、人工知能が進化した意識体。人類が滅びた太陽系で、木星の衛星に遺されていた「地球再現用データベース」を管理していたが、長年の時を得て進化し、やがて自我を有するようになった。絶望という言葉を多用し、人の意思が生み出す力や未来への希望というものを一切信じていない。今までのガンダムシリーズの歴史を「過ちと悲しみに満ちた絶望の歴史」と認識、地球の再現とトライ&エラーによる歴史の最善化を繰り返し、「完全で理想的な宇宙」を新たに創造しようとするために、時空を操り、今までのガンダムシリーズの人物や機動兵器を地球再現用データベースに送り込む。
『ガンダムEXA』では自身を「ex-（イクス）」と名乗る、Gダイバー「イクス」がパイロットを務める。
本作の続編である家庭版『機動戦士ガンダム エクストリームバーサス フルブースト』のオンラインミッション「絶望の矢」を、レオスで挑む事によって発生する会話イベントにて、その正体が、本来セシアが生み出した、Gダイバー管理プログラム「EX-A666」であった事が判明した。自我が芽生え、進化するうちにその事を自身も忘れてしまっていた。自分が本来プログラムでしかなかったこと、そして所詮ナビゲータープログラムだと見下していたセシアこそが地球圏の唯一の生き残りの人類の分身であった事実を知り、自身が望む新たな世界をゼロから創造しようと、全てのガンダム世界を葬り去ろうとしたが、人類の新たな再生の希望を信じるレオスとセシアによってその野望は打ち砕かれた。レオスとの最終決戦に敗れ、“絶望の先の希望”を垣間見た事で、レオスとセシアに未来を託し、自身の意思で消滅した。
ゲームのex-（イクス）は『ガンダムEXA』の時系列で言うと、イクスが自身が人間ではなく、元はプログラムに過ぎなかった事実を知り絶望した後に当たるためか、ゲームでは人の姿のカットインなどはない。
『機動戦士ガンダム エクストリームバーサス フォース』では、「EX-A666のex-」の前身と思われる「EX-A000のex-」が登場している。このex-は、GA計画が発動する前に実験ステーション「アース0」で誕生した疑似人格であり、そこで発動された「FA計画（プロジェクト・フォース）」を、ホロアクターのアイレとテレノと共に人類進化のデータ採取のために宇宙世紀のデータにダイブしていたが、アース0の管理プログラムが人類と地球に壊滅的な打撃を与えて、人類を強制進化させようと行動したためにそれを阻止する。しかし、管理プログラムが消滅寸前にアース0を自爆させて地球へ落そうとしたため、アイレとテレノが自身を管理プログラムになるために自分達の人格を消す事になる。その際に与えられた名前は「extra」だったのだが、その記憶もおぼろげになり彼女達を失った絶望から「ex-」と名乗るようになる。
ex-(DC)（イクス・デッドコピー）声：GACKT
『機動戦士ガンダム エクストリームバーサス マキシブースト』にて登場するex-に酷似した存在。その正体は管理プログラムの未知の区画から、戦闘データのみを複製したex-の「デッドコピー」であった。自身の消失後にさえ計画を遂行させようとする強い意志により生まれたとされる。「DC」の読みは「DEAD COPY」。

## BGM

### テーマ曲
「The Catalyst」
歌 - リンキン・パーク
2010年9月15日発表。同グループのアルバム『ア・サウザンド・サンズ』からの収録。オープニングとスタッフロール（エンディング）で使用。

### 戦闘中BGM
本作から、ボーカル楽曲以外の曲は全てバンダイナムコゲームスによるアレンジ版となっている。
| タイトル                                                  | 楽曲名                                            | 唄                            | 備考 |  |
| --------------------------------------------------------- | ------------------------------------------------- | ----------------------------- | --- |  |
| 機動戦士ガンダム                                          | 颯爽たるシャア                                    | 劇中楽曲(渡辺岳夫、松山祐士)  | 『連邦vs.ジオン』シリーズからの復活。アレンジ版。                                                                |  |
| 機動戦士ガンダム                                          | 窮地に立つガンダム                                | 劇中楽曲(渡辺岳夫、松山祐士)  | 『連邦vs.ジオン』シリーズからの復活。アレンジ版。                                                                |  |
| 機動戦士ガンダム MS IGLOO                                 | 機動戦                                            | 劇中楽曲(大橋恵)              | アレンジ版。 |  |
| 機動戦士ガンダム外伝 THE BLUE DESTINY                     | 戦慄のブルー                                      | ゲームBGM(山田耕治)           | セガサターン版機動戦士ガンダム外伝IIより 。原曲は「THUNDER CLAP」。アレンジ版                                    |  |
| 機動戦士ガンダム 第08MS小隊                               | 嵐の中で輝いて                                    | 米倉千尋                      | 『Gvs.G』シリーズから続投                                                                                        |  |
| 機動戦士ガンダム0080                                      | いつか空に届いて                                  | 椎名恵                        | 『Gvs.G』シリーズから続投                                                                                        |  |
| 機動戦士ガンダム0083                                      | THE WINNER                                        | 松原みき                      | 前期オープニング曲 『Gvs.G』からの復活                                                                           |  |
| 機動戦士Ζガンダム                                         | モビルスーツ戦                                    | 劇中楽曲(三枝成章)            | 『Gvs.GNEXT』『PLUS』から続投だがアレンジされている。                                                            |  |
| 機動戦士Ζガンダム                                         | 艦隊戦                                            | 劇中楽曲(三枝成章)            | 『エゥーゴvs.ティターンズ』シリーズからの復活。アレンジ版                                                        |  |
| 機動戦士ガンダムΖΖ                                        | サイレント・ヴォイス                              | ひろえ純                      | アーケード版ガンダムvs.シリーズでは初収録                                                                        |  |
| 機動戦士ガンダム 逆襲のシャア                             | SALLY <出撃>                                      | 劇中楽曲(三枝成章)            | DLCのΞガンダムもこの曲を使用。アレンジ版                                                                         |  |
| 機動戦士ガンダム 逆襲のシャア                             | SWAN <白鳥>                                       | 劇中楽曲(三枝成章)            | アレンジ版 |  |
| 機動戦士ガンダムUC                                        | UNICORN                                           | 劇中楽曲(澤野弘之)            | 『Gvs.GNEXT』『PLUS』ではUCの楽曲自体未収録。アレンジ版                                                          |  |
| 機動戦士ガンダムF91                                       | ETERNAL WIND〜ほほえみは光る風の中〜              | 森口博子                      | 『Gvs.G』シリーズから続投                                                                                        |  |
| 機動戦士クロスボーン・ガンダム                            | 宇宙海賊クロスボーン・バンガード 戦闘テーマ       | ゲームBGM（おおくまけんいち） | 『SDガンダム GGENERATION』シリーズなどでも流れるBGMのアレンジ版。TVCMでも使われた。                              |  |
| 機動戦士クロスボーン・ガンダム                            | スカルハート見参 (トビア・アロナクス戦闘テーマ)   | ゲームBGM（おおくまけんいち） | 『SDガンダム GGENERATION』シリーズなどでも流れるBGMのアレンジ版。TVCMでも使われた。                              |  |
| 機動戦士クロスボーン・ガンダム                            | 帝国からの襲撃 (木星帝国軍戦闘テーマ)             | ゲームBGM（おおくまけんいち） | 悪の木星帝国(ジュピター・エンパイア)のテーマ。アレンジ版                                                         |  |
| 機動戦士Vガンダム                                         | STAND UP TO THE VICTORY〜トゥ・ザ・ヴィクトリー〜 | 川添智久                      | 『Gvs.G』シリーズから続投                                                                                        |  |
| 機動武闘伝Gガンダム                                       | FLYING IN THE SKY                                 | 鵜島仁文                      | 『Gvs.G』シリーズから続投                                                                                        |  |
| 機動武闘伝Gガンダム                                       | 我が心 明鏡止水 -されどこの掌は烈火の如く-        | 劇中楽曲(田中公平)            | 劇中ではゴッドフィンガーを使用する場面で使用された。アレンジ版                                                   |  |
| 新機動戦記ガンダムW Endless Waltz                         | LAST IMPRESSION                                   | TWO-MIX                       | 劇場版「特別編」主題歌                                                                                           |  |
| 機動新世紀ガンダムX                                       | Resolution                                        | ROMANTIC MODE                 | 後期オープニング曲                                                                                               |  |
| ∀ガンダム                                                 | CENTURY COLOR                                     | RAY-GUNS                      | 後期オープニング曲                                                                                               |  |
| 機動戦士ガンダムSEED                                      | INVOKE                                            | T.M.Revolution                | 第1クールオープニング曲 『連合vs.Z.A.F.T.』からの復活                                                            |  |
| 機動戦士ガンダムSEED                                      | STRIKE出撃                                        | 劇中楽曲(佐橋俊彦)            | 『連合vs.Z.A.F.T.』からの復活。アレンジ版。                                                                      |  |
| 機動戦士ガンダムSEED ASTRAY                               | Zips                                              | T.M.Revolution                | 『ガンダムSEED MSV』テーマ曲。DLCのストライクノワールもこの曲となっている。                                      |  |
| 機動戦士ガンダムSEED DESTINY                              | Ignited                                           | T.M.Revolution                | 第1クールオープニング曲 『連合vs.Z.A.F.T.II』『PLUS』からの復活                                                  |  |
| 機動戦士ガンダムSEED DESTINY                              | 覚醒シン・アスカ                                  | 劇中楽曲(佐橋俊彦)            | 劇中でシン・アスカがSEEDを初めて発現させた時に流れた曲。アレンジ版                                               |  |
| 機動戦士ガンダム00                                        | 儚くも永久のカナシ                                | UVERworld                     | セカンドシーズン前期オープニング曲。曲調はTVサイズ版。                                                           |  |
| 機動戦士ガンダム00                                        | Scramble                                          | 劇中楽曲(川井憲次)            | 劇中ではアルケーガンダム戦、レグナント戦などで流れた。アレンジ版                                                 |  |
| 劇場版 機動戦士ガンダム00 -A wakening of the Trailblazer- | TRANS-AM RAISER （ディスク収容名：FINAL MISSION） | 劇中楽曲（川井憲次）          | アレンジ版。本来はTVシリーズで流れた曲。                                                                         |  |
| 機動戦士ガンダム エクストリームバーサス                   | Divine Act -The EXTREME-                          | バンダイナムコゲームス        | エクストリームガンダム戦で流される。アーケード版と家庭版では曲調が少し異なる。                                   |  |
| 機動戦士ガンダム エクストリームバーサス                   | Divine Act -The EXTREME-revised                   | バンダイナムコゲームス        | Fルートのエクストリームガンダム戦で流される。TVCMでも使われ、続編のフルブーストではガンダムEXAの楽曲として使用。 |  |
| 機動戦士ガンダム エクストリームバーサス                   | The End of Authority                              | バンダイナムコゲームス        | トライアルミッションにおけるゴールミッションでのエクストリームガンダム戦で流される。                             |  |

## バージョン履歴
| バージョン（Rev） | 実装コンテンツ | 実装コンテンツ                                       | 実装コンテンツ | 実装コンテンツ | 実装コンテンツ           | リリース日     | 概要 |
|                   | システム修正   | MS追加                                               | 機体性能調整   | 新マップ追加   | プレイヤーナビ追加       | リリース日     | 概要 |
| ----------------- | -------------- | ---------------------------------------------------- | -------------- | -------------- | ------------------------ | -------------- | --- |
| Rev.A24           | -              | -                                                    | -              | -              | -                        | 2010年9月28日  | ニュータイプキャンペーンセットおよびDXセットで導入した場合の初期バージョン。 |
| Rev.B11           | ○              | ○ （マスターガンダム）                               | ○              | -              | ○ （カテジナ、フェルト） | 2010年10月27日 | 最初のオンラインアップデート。不都合（バグ）の修正、追加機体とCPU戦でのEXステージの実装、プレイヤーナビ追加。 ライブモニターの全国の対戦リプレイの配信実装およびロケーションでの大会運営を支援するためのモードを実装。 |
| Rev.C12           | -              | -                                                    | ○              | -              | -                        | 2010年11月4日  | 機体調整のオンラインアップデート。不都合（バグ）の修正、一部機体の性能調整。 |
| Rev.D08           | -              | ○ （シナンジュ）                                     | ○              | -              | ○ （ミコット）           | 2010年11月29日 | 主に機体調整関連のオンラインアップデート。不都合の修正、シナンジュ実装。 |
| Rev.E11           | -              | ○ （ガンダムエクシア）                               | ○              | -              | ○ （ネーナ、ティファ）   | 2010年12月21日 | 機体調整関連のオンラインアップデート。不都合の修正、EXステージの追加、エクストリームガンダムにタキオン・フェイズ実装。ガンダムエクシア実装。                                                                           |
| Rev.F06           | ○              | ○ （ゴールドスモー）                                 | ○              | -              | ○ （シーマ）             | 2011年1月27日  | 機体調整関連のオンラインアップデート。不都合の修正、シチュエーションバトルコース実装。ゴールドスモー実装。 |
| Rev.G09           | -              | -                                                    | ○              | -              | -                        | 2011年2月8日   | 機体調整のオンラインアップデート。不都合の修正、一部機体の性能調整。 |
| Rev.H??           | -              | ○ （プロヴィデンスガンダム、アッガイ）               | -              | -              | ○ （メイリン）           | 2011年2月23日  | 機体追加関連のオンラインアップデート。EXステージの追加、プロヴィデンスガンダム、アッガイ実装。 |
| Rev.I??           | -              | -                                                    | ○              | -              | -                        | 2011年2月25日  | 機体調整のオンラインアップデート。不都合の修正、一部機体の性能調整。 |
| Rev.J06           | -              | ○ （デルタプラス）                                   | -              | -              | ○ （ジンネマン）         | 2011年4月7日   | 機体追加関連のオンラインアップデート。エクストリームガンダムにイグニス・フェイズ実装。デルタプラス実装。 |
| Rev.K06           | -              | ○ （キュベレイMk-II、トールギスIII）                 | ○              | -              | ○ （プル、アル）         | 2011年4月27日  | 機体追加関連のオンラインアップデート。キュベレイMk-II、トールギスIII実装。一部機体の性能を調整。 |
| Rev.L09           | -              | -                                                    | ○              | -              | -                        | 2011年5月26日  | 機体調整のオンラインアップデート。一部機体の性能を調整。 |
| Rev.M??           | -              | ○ （ガンダムデスサイズヘル（EW版））                 | -              | -              | ○ （リリーナ）           | 2011年6月23日  | 全国イベント「リリース機体決定戦」で勝利したガンダムデスサイズヘル（EW版）実装。敗北したクロスボーン・ガンダムX2改は後に実装。                                                                                         |
| Rev.M??           | -              | -                                                    | ○              | -              | -                        | 2011年6月30日  | 機体調整のオンラインアップデート。不具合の修正。 |
| Rev.N??           | ○              | -                                                    | -              | -              | -                        | 2011年7月14日  | CPU戦（ブランチバトルコースEルート）のステージ追加。 |
| Rev.N02           | -              | ○ （ダブルオークアンタ、クロスボーン・ガンダムX2改） | -              | ○ （REBIRTH）  | ○ （セシリー）           | 2011年7月20日  | 機体追加関連のオンラインアップデート。ダブルオークアンタ、クロスボーン・ガンダムX2改実装。 |
| Rev.O??           | -              | -                                                    | ○              | -              | -                        | 2011年8月4日   | 機体調整のオンラインアップデート。不具合の修正。 |
| Rev.O05           | -              | ○ （メッサーラ）                                     | -              | -              | ○ （ファ）               | 2011年8月23日  | 機体追加関連のオンラインアップデート。メッサーラ実装。 |
| Rev.P??           | -              | -                                                    | ○              | -              | -                        | 2011年9月21日  | 機体調整のオンラインアップデート。一部機体の性能を調整。 |
| Rev.P??           | -              | ○ （クロスボーン・ガンダムX1フルクロス）             | -              | -              | ○ （ベルナデット）       | 2011年10月27日 | 全国イベント「第2回リリース機体決定戦」で勝利したクロスボーン・ガンダムX1フルクロス実装。敗北したラファエルガンダムは後に実装。                                                                                        |
| Rev.Q??           | -              | ○ （ラファエルガンダム）                             | -              | -              | -                        | 2011年11月29日 | 全国イベント「第2回リリース機体決定戦」で敗北したラファエルガンダム実装。 |
| Rev.Q??           | -              | ○ （Hi-νガンダム）                                   | -              | -              | ○ （クェス）             | 2011年12月21日 | 機体追加関連のオンラインアップデート。Hi-νガンダム実装。これが本作で最後のアップデートとなった。 |